# Splot podbrzuszny górny

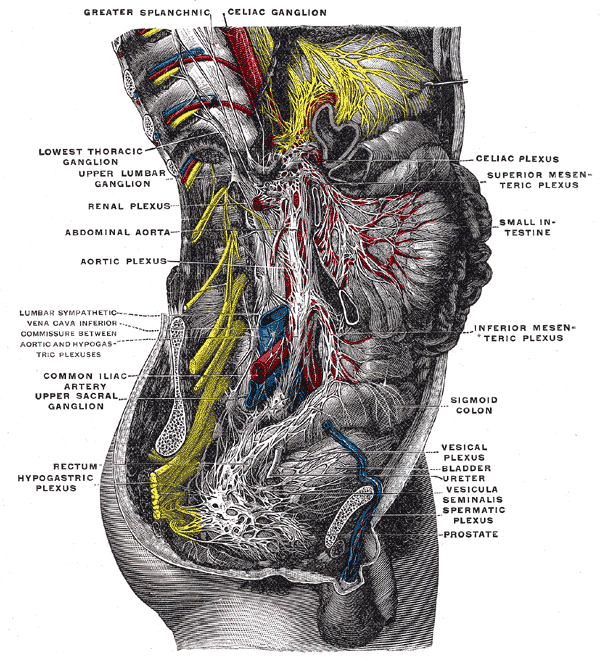
Splot podbrzuszny górny podpisany HYPOGASTRIC PLEXUS

Splot podbrzuszny górny (łac. plexus hypogastricus superior), nerw przedkrzyżowy (łac. nervus presacralis – w anatomii człowieka splot autonomiczny jamy brzusznej stanowiący przedłużenie splotu międzykrezkowego. Leży do przodu od dolnego odcinka aorty brzusznej, lewej żyły biodrowej wspólnej, trzonu ostatniego kręgu lędźwiowego i wzgórka kości krzyżowej. Dzieli się na dwie odnogi – nerwy podbrzuszne prawy i lewy. Oddaje gałęzie do splotu moczowodowego, jądrowego/jajnikowego i biodrowego. 
Dochodzące do splotu włókna współczulne pochodzą ze splotu międzykrezkowego i bezpośrednio z dolnych nerwów trzewnych lędźwiowych. Włókna przywspółczulne docierają od nerwów trzewnych miednicznych przez sploty podbrzuszne dolne i nerwy podbrzuszne.